# 440'erne f.Kr.
Århundreder: 6. århundrede f.Kr. – 5. århundrede f.Kr. – 4. århundrede f.Kr.
Årtier: 490'erne f.Kr. 480'erne f.Kr. 470'erne f.Kr. 460'erne f.Kr. 450'erne f.Kr. – 440'erne f.Kr. – 430'erne f.Kr. 420'erne f.Kr. 410'erne f.Kr. 400'erne f.Kr. 390'erne f.Kr.
År: 449 f.Kr. 448 f.Kr. 447 f.Kr. 446 f.Kr. 445 f.Kr. 444 f.Kr. 443 f.Kr. 442 f.Kr. 441 f.Kr. 440 f.Kr.

## Begivenheder
- 442 f.Kr. Sofokles skriver Antigone